# سرجس أخضر
سرجس أخضر (الاسم العلمي: Sargassum virescens) هو نوع من الطلائعيات يتبع جنس السرجس من الفصيلة السرجسية.